# Trevor Immelman
Trevor John Immelman (ur. 16 grudnia 1979 w Somerset West) – golfista południowoafrykański, zwycięzca wielkoszlemowego turnieju Masters w 2008.
Pochodzący z rodziny związanej z golfem (ojciec pełnił funkcję komisarza cyklu turniejowego Sunshine Tour, starszy brat jest instruktorem), treningi rozpoczął w wieku 5 lat. Ukończył szkołę średnią Hottentots Holland w Prowincji Przylądkowej Zachodniej. W karierze amatorskiej znaczący sukces osiągnął w 1998, wygrywając w Stanach Zjednoczonych turniej U.S. Amateur Public Links. Wraz z początkiem 1999 dołączył do grona golfistów zawodowych.
W sezonie 2000 większość występów zaliczył w mniej prestiżowym cyklu europejskim Challenge Tour (część imprez rozgrywanych jest poza Europą), na liście płac z tegoż roku plasując się na 10. pozycji; wygrał w ramach tych rozgrywek otwarte mistrzostwa Kenii. Występował też w imprezach Sunshine Tour w rodzinnym kraju, notując kilka zwycięstw. W 2001 dołączył do European Tour i w tym cyklu pierwsze zwycięstwo odniósł w 2003, triumfując w South Africa Open, imprezie organizowanej przez Erinvale Golf Club w Prowincji Przylądkowej Zachodniej; właśnie w tym klubie Immelman stawiał pierwsze kroki jako golfista. Rok później skutecznie bronił tytułu, czym powtórzył osiągnięcie swojego rodaka i mentora kariery, Gary'ego Playera, z drugiej połowy lat 70. Ponadto w ramach European Tour Immelman wygrał w 2004 turniej Players Championship of Europe (ówczesna pełna nazwa brzmiała "Deutsche Bank - SAP Open The Players Championship of Europe"). Osiągnięcia te, a także inne miejsca w czołówce turniejów, dały mu kilkakrotnie miejsce w czołowej dziesiątce najlepiej zarabiających golfistów European Tour w poszczególnych sezonach. W sezonie 2002/2003 był najlepszy w Sunshine Tour.
W 2005 powołany został do gry w Presidents Cup, imprezie drużynowej, w której reprezentacja amerykańska potyka się z ekipą międzynarodową, złożoną z zawodników spoza Europy; Immelman grał w 2005 i 2007, w obu przypadkach jego międzynarodowy zespół (którego kapitanem był Gary Player) przegrywał. Udział w Presidents Cup 2005 zaowocował zaproszeniem Immelmana w sezonie 2006 do cyklu PGA Tour. Zwycięstwo w turnieju Western Open i awans do czołowej piętnastki oficjalnego rankingu światowego golfowego przyniosły Południowoafrykańczykowi tytuł "debiutanta roku" PGA Tour. Był zarazem pierwszym debiutantem od czasu Jerry'ego Pate'a (1976), który na liście zarobków PGA Tour znalazł się w pierwszej dziesiątce (Immelman zajął 7. miejsce).
W 2003, mając za partnera Rory'ego Sabbatiniego, sięgnął po World Cup, drużynowe trofeum o które rywalizują dwuosobowe reprezentacje narodowe. Już bez sukcesu grał też w tych rozgrywkach w 2004 i 2007. Od 2003 jest regularnym uczestnikiem imprez wielkoszlemowych (debiutował jeszcze jako amator w Masters w 1999, kończąc rywalizację na 56. miejscu); w 2005 uplasował się na 5. miejscu w Masters, w 2007 podzielił 6. lokatę w PGA Championship. W kwietniu 2008 niespodziewanie triumfował w Masters w Augusta, pokonując faworyzowanego Tigera Woodsa i sięgając po słynną zieloną marynarkę. Immelman jest pierwszym południowoafrykańskim triumfatorem Masters od czasu Playera (1978). Jego wielkoszlemowe zwycięstwo zaliczane jest zarówno do triumfów w cyklu PGA Tour, jak i European Tour.
Jest żonaty (od 2003), ma syna (ur. 2006).